# Jeunesse sunnite
Jeunesse sunnite est un groupe armé syrien dirigé par Ahmed al-Awda et actif à Bosra, dans le gouvernorat de Deraa.

## Historique
Fondé en 2013 sous le nom de Liwa Shabab al-Sunna, le groupe bénéficie du soutien de la Chambre conjointe de coordination du soutien (CCS). Avant cette fusion, Shabab al-Sunna était considéré comme l'un des plus importants groupes armés de Deraa. 
Le groupe refuse la présence du Front al-Nosra et du Harakat al-Muthanna après la conquête de la ville en mars 2015. La Jeunesse sunnite exerce un pouvoir hégémonique sur la ville. Le 21 août 2016, seize factions de l'Armée syrienne libre fusionnent avec la Jeunesse sunnite sous le commandement d'Ahmed al-Awda. Celui-ci est alors proche de l'opposant pro-émirati Khaled al-Mahamid.
En juillet 2018, le groupe signe un accord de réconciliation avec le régime de Bachar el-Assad, devenant la Huitième brigade du Cinquième corps formé par la Russie.

## Controverses
En mars 2016, le colonel  Zidan Nasirat meurt sous la torture dans une prison du groupe, alors qu'il était interrogé.